# Nikolaj Novikov
Nikolaj Ivanovitj Novikov (ryska: Никола́й Ива́нович Новико́в), född 8 maj (gamla stilen: 27 april) 1744 i Moskva guvernement, död där 12 augusti (gamla stilen: 31 juli) 1818, var en rysk publicist och boktryckare.

## Biografi
Novikov var en kort tid militär. Han började sin publicistiska verksamhet i Sankt Petersburg 1769 med en satirisk tidskrift "Truten" (Drönaren), länge en älsklingslektyr i alla samhällsklasser. Denna följdes av den satirisk-moraliska veckoskriften "Živopisets" (Målaren) och "Koželók" (Pungen), som, riktad huvudsakligen mot den franska smaken, väckte mycken förargelse. Han utgav vidare bland annat ett ryskt författarlexikon, det första i sitt slag (1772), och ett Fornryskt bibliotek (tio delar, 1773–84) och samtidigt en mängd periodiska publikationer, till exempel en daglig tidning (för litteratur och kritik). Under större delen av 1770-talet var han den ende private tidnings- och tidskriftsutgivaren i Ryssland. Novikov gynnades på många sätt av Katarina II. År 1780 flyttade han till Moskva, där han på arrende övertagit universitetets tryckeri och dess tidning, "Moskovskija vjedomosti", och samtidigt eller efter varandra utgav åtskilliga tidskrifter och samlade kring sig en krets av litteratörer. Han öppnade flera boklådor, inrättade det första offentliga biblioteket till fritt begagnande av allmänheten och skänkte bort massor av böcker. 
Djupt religiös och kontemplativt anlagd, råkade Novikov småningom in på en mystisk riktning, som tog sig uttryck även i hans förlagsverksamhet. I denna riktning utövade Ivan Sjvarts stort inflytande på honom. Både Novikov och Sjvarts var ivriga frimurare. Tillsammans stiftade de 1782 Vännernas sällskap med huvudsakligt syfte att verka för folkbildning. År 1783 anlade Novikov (tillsammans med Ivan Lopuchin) ytterligare två tryckerier och stiftade 1784 Typografiska sällskapet, som inrättade ännu flera sådana. Det utgav uppbyggelseskrifter med mystisk tendens jämte läroböcker och vetenskapliga arbeten. Emellertid övergick tsarinnan småningom till en ny regim. Frimurarna hade hon länge betraktat med misstroende. Novikov underkastades (1785) förhör, och metropoliten i Moskva fick i uppdrag att granska de av honom utgivna skrifterna. Bland 455 sådana fann han likväl blott sex, som borde förbjudas, och uttalade sig för tsarinnan synnerligen gynnsamt om Novikov. Icke dess mindre blev han 1792 fängslad "för förbindelser med utländska hemliga sällskap". Hans egendom konfiskerades, och han själv fördes till Nöteborgs fästning. Först efter Pauls tronbestigning blev han, 1796, frigiven, fysiskt och andligt nedbruten av ett hårt fängelseliv. 
Novikov kan anses som grundläggare av en (relativt) oberoende press som uttryck för den allmänna meningen i Ryssland, och han är en av den ryska litteraturens mest betydande personligheter från 1700-talet.